# Непоціан
Флавій Юлій Попілій Непоціан Костянтин (*Flavius Iulius Popilius Nepotianus Constantinus, д/н —†30 червня 350) — узурпатор часів Римської імперії.

## Життєпис
Походив з династії Костянтина. Син Євтропії, сестри Костянтина Великого, та Вірія Непоціана, консула 336 року. Після повстання Магненція оголосив себе імператором в Римі 3 червня 350 року. Проте вимушений був відступити з міста під тиском військ Магненція. Із загоном гладіаторів Непоціан напав на Рим, але був убитий 30 червня 350 року. Його голову насадили на спис і носили по Риму. Також були страчена його мати та дружні сенатори.